# Jens Hult
Robert Jens Hult, född 4 oktober 1992 i Husby-Ärlinghundra församling, Stockholms län, är en svensk singer-songwriter.

## Biografi
Jens sjunger i bandet PartFunk. 
Hult deltog i Idol 2013, där han kom på fjärdeplats. Hans singel Precis som du vill sålde platina och har över tio miljoner spelningar på Spotify.

## Diskografi
- 2013: Killing Me (singel)
- 2014: Precis som du vill (EP)
- 2014: Nysnö (singel)
- 2014: Whisper (singel)
- 2015: Systra Mi (singel)
- 2015: Gasoline (singel)
- 2015: Flyktens Epistlar (EP)
- 2016: Aldrig mer/Mälaren (EP)
- 2016: Jag blev jag (singel)
- 2017: Tiden före mig (singel)
- 2017: Tiden före mig (debutalbum)
- 2018: Om du vill ha mig (singel)
- 2018: Jag orkar inte mer (singel)
- 2018: Vad gör jag nu? (singel)
- 2018: Tack, Godnatt  (singel)
- 2018: Till där jag är från (singel)
- 2019: Eller hur! (singel)